# Liste der Naturdenkmale in Urschmitt
Die Liste der Naturdenkmale in Urschmitt nennt die im Gemeindegebiet von Urschmitt ausgewiesenen Naturdenkmale (Stand 25. März 2024).

## Ehemalige Naturdenkmale
| Nr.         | Bezeichnung | Lage                                                         | Beschreibung                               | Bild                                    |
| ----------- | ----------- | ------------------------------------------------------------ | ------------------------------------------ | --------------------------------------- |
| ND-7135-413 | Linde       | südwestlich des Ortes; Flur Hinter dem Heiligenhäuschen Lage | Tilia cordata; Rechtsverordnung aufgehoben | Direkt Bild zu diesem Denkmal hochladen |